# Статистическое бюро Хорватии
Статистическое бюро Хорватии — хорватское национальное бюро статистики.

## История
Бюро было создано в 1875 году в Австро-Венгрии для Королевства Хорватии, Славонии и Далмации.
В 1924 году бюро было переименовано в Статистическое бюро в Загребе. В 1929 году, после провозглашения королевской монархии и Королевства сербов, хорватов и словенцев бюро потеряло свою финансовую и техническую независимость.

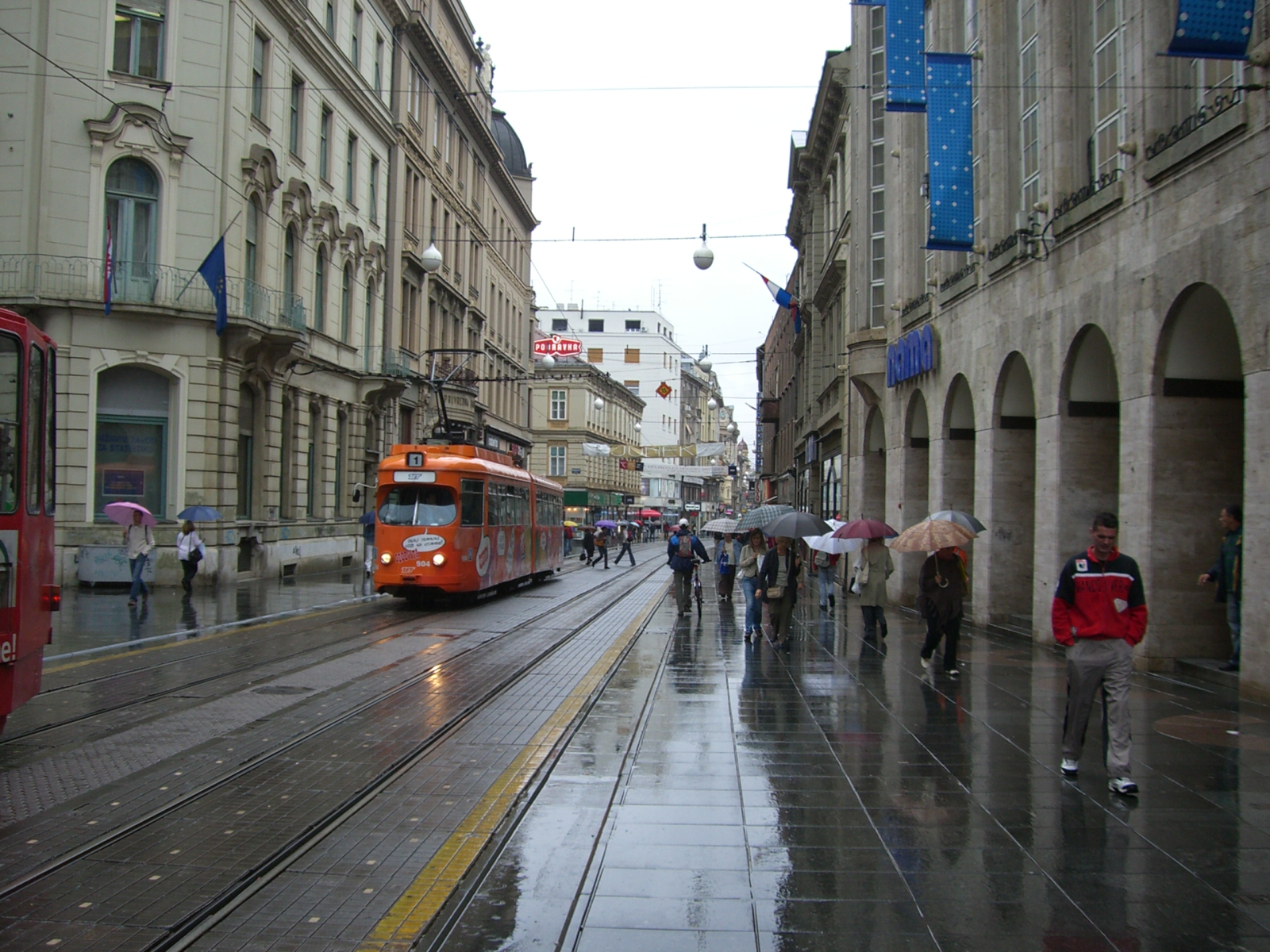
ул. Илица № 3, Статистическое бюро слева — начало главной улице Загреба.

В 1941 году Независимое государство Хорватия создало Управление общей государственной статистики при Президенте.
В 1945 году было сформировано Статистическое бюро Народной Республики Хорватии. В 1951 году оно было переименовано в Бюро статистики и вещественных доказательств. В 1956 году оно вновь было переименовано в Бюро статистики Народной Республики Хорватии, а в 1963 году - в Республиканское бюро статистики Социалистической Республики Хорватии.
В течение этого времени Бюро было независимым, но подчинялось югославскому Федеральному бюро статистики.
После обретения независимости Хорватии Центральное статистическое бюро стало высшим органом статистики в стране.

## Деятельность
Бюро собирает и обрабатывает данные для Республики Хорватии. Среди прочего, бюро проводит хорватскую перепись населения.
Бюро проводит переписи населения с 1857 года; последняя перепись состоялась в 2011 году.